# Monoutente
Si dice di un programma o sistema operativo o qualsiasi tipo di software monoutente, quando questo non è in grado o non è stato pensato per fornire supporto per la multiutenza ovvero il supporto all'esecuzione di programmi da parte di più utenti, senza la possibilità che questi possano modificarsi l'un l'altro file o disturbarsi a vicenda nell'utilizzo di una risorsa condivisa, tramite l'uso di speciali identificatori e permessi su file e periferiche.